# 河西乡 (临夏县)
河西乡，是中华人民共和国甘肃省临夏回族自治州临夏县下辖的一个乡镇级行政单位。

## 行政区划
河西乡下辖以下地区：
桥窝村、何家村、张家村、马家村、尕庄村、大庄村、杨家村、常家村、李家村和塔张村。